# Medkovy Kopce
Medkovy Kopce je malá vesnice, část obce Raná v okrese Chrudim. Nachází se asi 2 km na jihozápad od Rané, v těsném sousedství vesnice Čertovina. V roce 2015 zde bylo evidováno 35 adres. V roce 2001 zde trvale žilo 59 obyvatel.
Medkovy Kopce leží v katastrálním území Raná u Hlinska o výměře 5,06 km2.

## Galerie

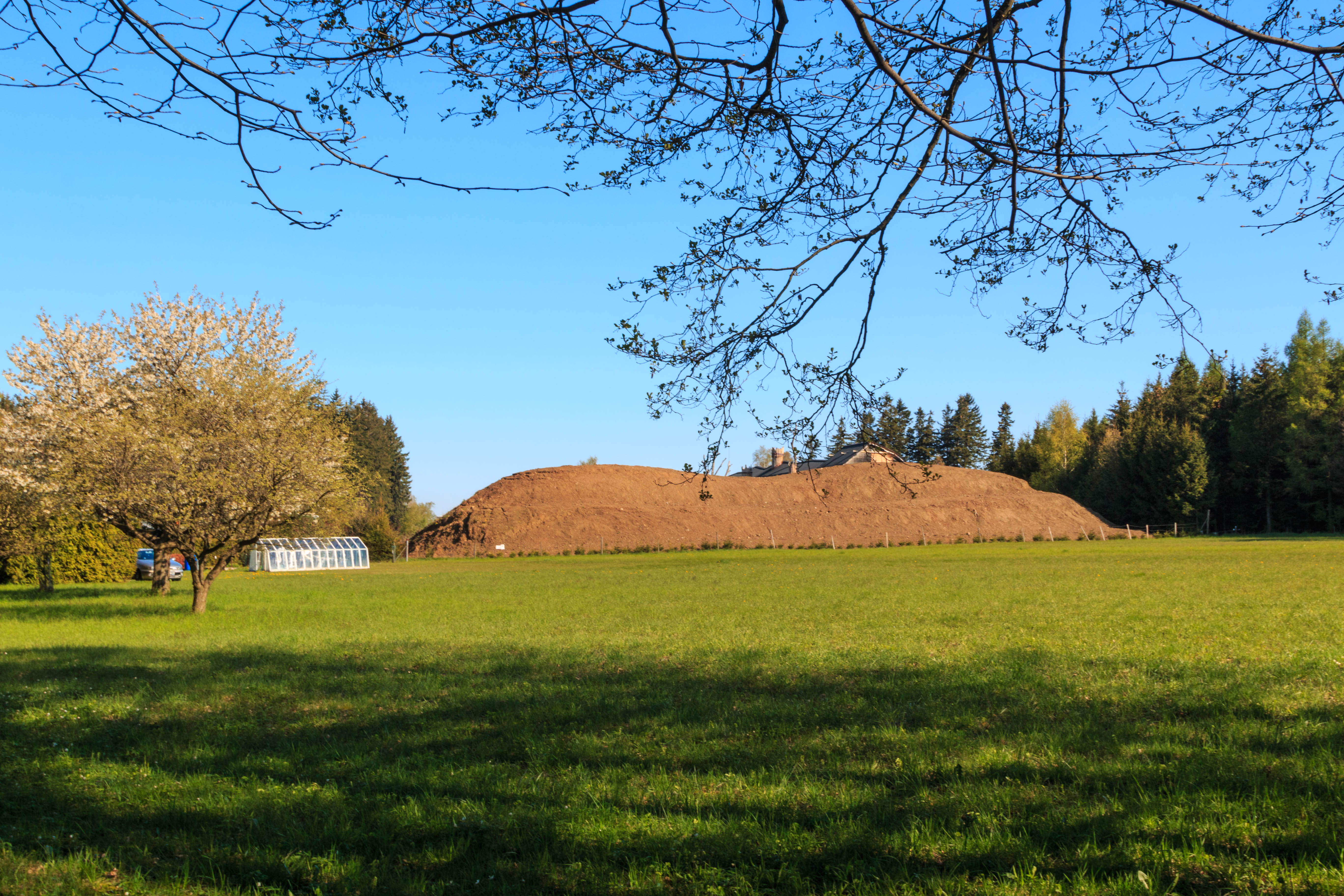
Medkovy kopce - Peklo
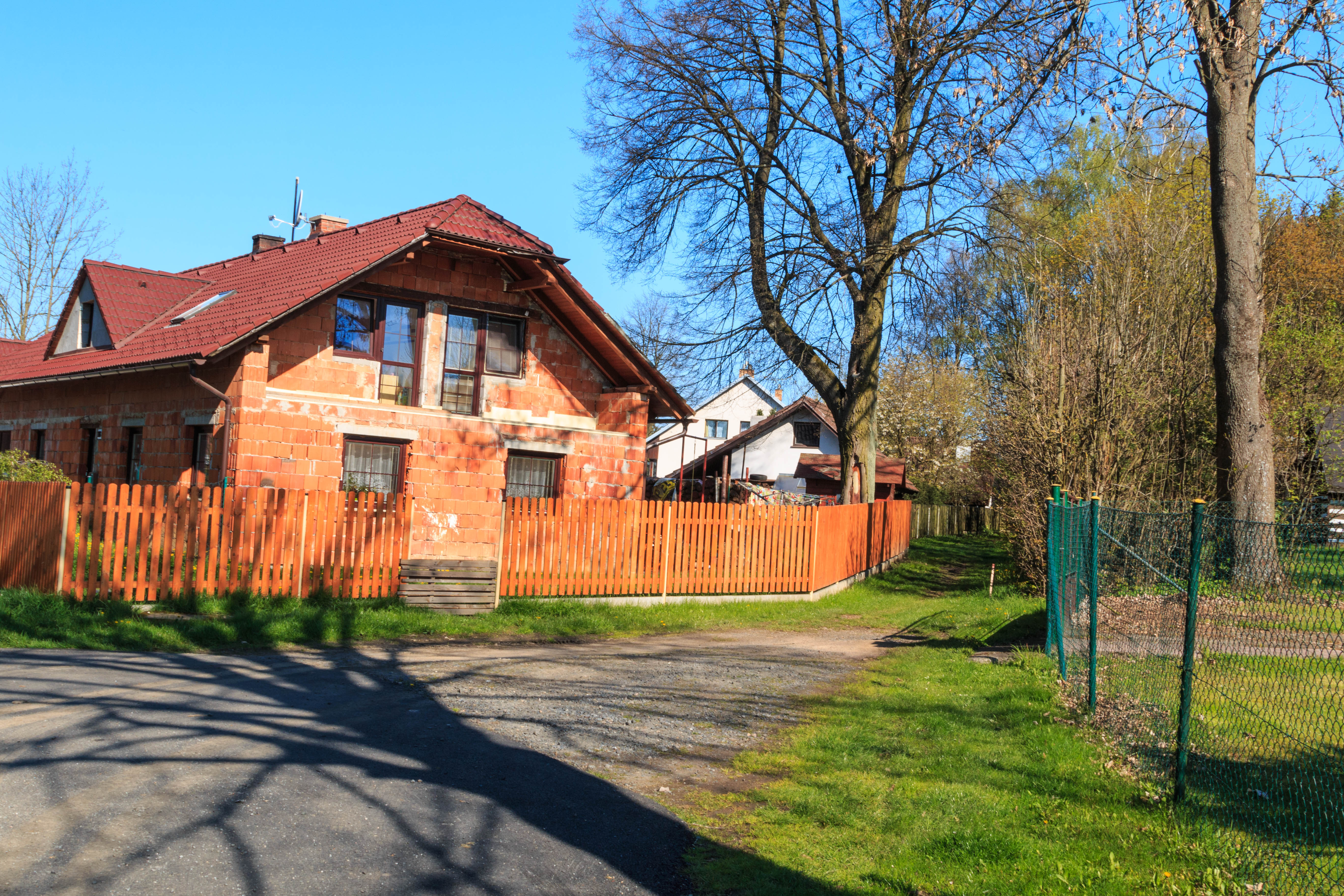
Medkovy kopce čp. 16
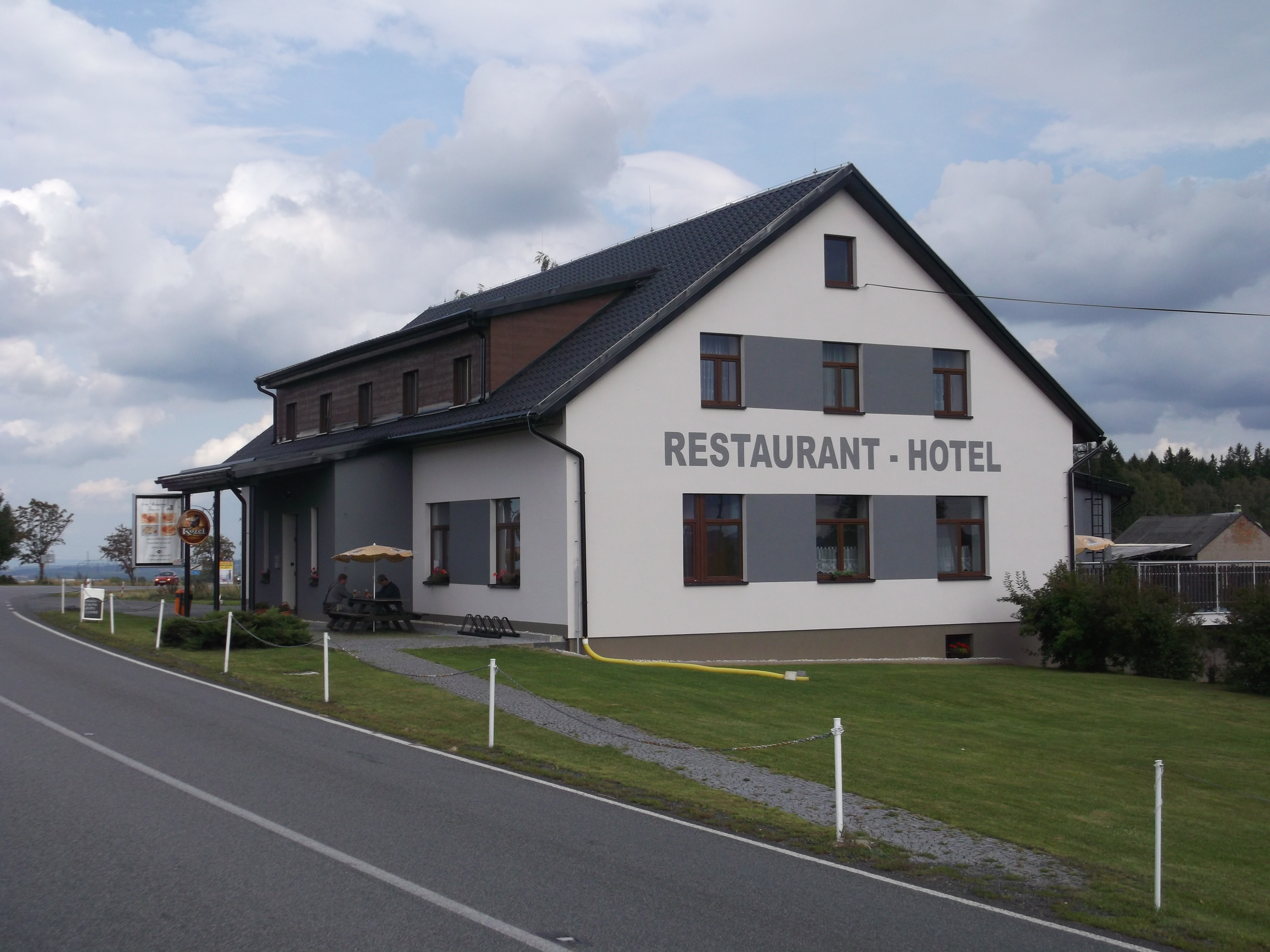
Medkovy Kopce hotel